# Оберин Мартелл
Оберин Нимерос Мартелл (англ. Oberyn Nymeros Martell) по прозвищу Красный Змей (англ. The Red Viper) — персонаж серии романов в жанре эпическое фэнтези американского писателя Джорджа Р. Р. Мартина «Песнь льда и огня» и её телевизионной адаптации «Игра престолов», где его роль исполняет чилийско-американский актёр Педро Паскаль.
Оберин впервые появляется в «Буре мечей» (2000). Это младший брат принца Дорана из великого дома Мартеллов, правящего пустынным королевством Дорн на юге Вестероса.  В отличие от своего болезненного и задумчивого брата, Оберин печально известен как своим опасным и непредсказуемым характером, так и своей склонностью к ядам, за что и получил своё прозвище. Впоследствии он периодически упоминается в «Пире стервятников» и «Танце с драконами». Поскольку его брат болен, он отправляется в Королевскую Гавань, чтобы претендовать на дорнийское место в малом совете, а также отомстить за смерть своей сестры Элии Мартелл от рук сира Грегора Клигана, который, как он подозревает, действовал непосредственно по приказу Тайвина Ланнистера.

## Описание персонажа
Оберин Мартелл — младший брат принца Дорана Мартелла, правителя южного княжества Дорн. Он вспыльчивый, сильный и похотливый мужчина с острым умом и острым языком. Он грозный боец, чья «легенда была устрашающей», и его прозвали «Красным Змеем» из-за его предпочтения красной одежды, а также слухов о том, что он использовал отравленное оружие на дуэлях. Тайвин Ланнистер описал Оберина как «всегда был наполовину сумасшедшим»; брат Оберина Доран описал его как «вечного змея», «смертельного, опасного, непредсказуемого», и «ни один человек не осмеливался наступить на него»; и сам Оберин признался, что был «кровожадным человеком». Оберин также был ответственен за нанесение увечий Уилласу Тиреллу, наследнику дома Тиреллов из Хайгардена, во время рыцарского поединка, хотя Уиллас никогда не винил Оберина в несчастном случае, и они остались друзьями.
Когда Оберину было не более шестнадцати лет, его нашли в постели с любовницей старого лорда Эдгара Айронвуда, который вызвал Оберина на дуэль. Бой ограничился лишь пролитием первой крови и закончился после того, как оба мужчины получили порезы, но Оберин вскоре выздоровел, в то время как лорд Айронвуд умер от гноящейся раны, и ходили слухи, что Оберин использовал отравленный клинок. Чтобы заключить мир с домом Айронвудов, Доран отправил своего собственного сына Квентина Мартелла в Айронвуд в качестве воспитанника, а Оберина отправил в Старомест, а затем во временное изгнание за границу, в Лис. Впоследствии Оберин путешествовал по миру, служил в знаменитой компании наёмников Младшие Сыны, прежде чем основать собственную компанию, и некоторое время изучал яды и тёмные искусства в качестве новичка в Цитадели, сумев получить шесть звеньев цепи мейстера, прежде чем уйти из-за скуки. Он бисексуал и имеет восемь внебрачных дочерей, известных под общим названием «Песчаные Змейки». Он был очень близок со своей старшей сестрой Элией и поэтому стремится отомстить сиру Грегору Клигану за её смерть.

## Сюжетные линии

### Книги

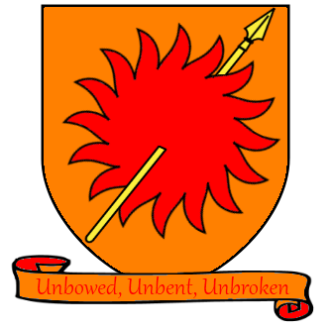
Герб Дома Мартеллов

Оберин Мартелл не является ПОВ-персонажем, и его действия читатели видят глазами Тириона Ланнистера в третьей книге. Позже Оберина вспоминают его племянница Арианна Мартелл и норвосский капитан королевской гвардии его брата Дорана Арео Хотах в четвёртой и пятой книгах.

#### «Буря мечей»
Оберин выступает в качестве дорнийского посланника в Королевскую Гавань, чтобы занять место в малом совете от имени принца Дорана и добиться справедливости для убийцы его сестры Элии Мартелл, как было согласовано с тогдашним исполняющим обязанности Десницы короля Тирионом Ланнистером, который теперь низведён до мастера над монетой. Когда Тириона обвиняют в убийстве короля Джоффри Баратеона, Оберин добровольно становится защитником Тириона в испытании поединком, чтобы он мог сразиться и отомстить соперничающему чемпиону, сиру Грегору Клигану, который является убийцей Элии. Хотя Оберину удаётся одержать верх в поединке и прибить Клигана к земле своим копьём, Клигану удаётся застать его врасплох, повалив его на землю и схватив его, затем выдавить ему глаза и, наконец, убить его, неоднократно ударяя по его беззащитному лицу (Оберин носит лёгкий полушлем без забрала) кулаком в кольчуге. Однако позже выясняется, что Оберин покрыл своё копьё ядом мантикоры, чтобы гарантировать, что Клиган умрёт медленной и мучительной смертью.

#### «Пир стервятников» и «Танец с драконами»
Когда известие о смерти Оберина достигает Дорна, три старших Песчаных Змейки Обара, Нимерия и Тиена безуспешно пытаются оказать давление на принца Дорана, чтобы он объявил войну Железному Трону. Отчуждённая дочь Дорана Арианна затем вступает в сговор со своими тремя кузинами, чтобы назначить принцессу Мирцеллу королевой и развязать войну за наследство против короля Томмена и Дома Ланнистеров, но Доран срывает их план, и их всех арестовает Арео Хотах. Позже Доран рассказывает Арианне, что Оберин на самом деле всё это время действовал как силовик Дорана, чтобы осуществить свой секретный грандиозный план по падению Дома Ланнистеров. Трём Песчаным Змейкам позже также рассказывают о плане, их освобождают после клятвы в верности стратегии Дорана, и им назначают отдельные миссии по проникновению к Железному Трону в качестве спящих агентов.

### Телеадаптация

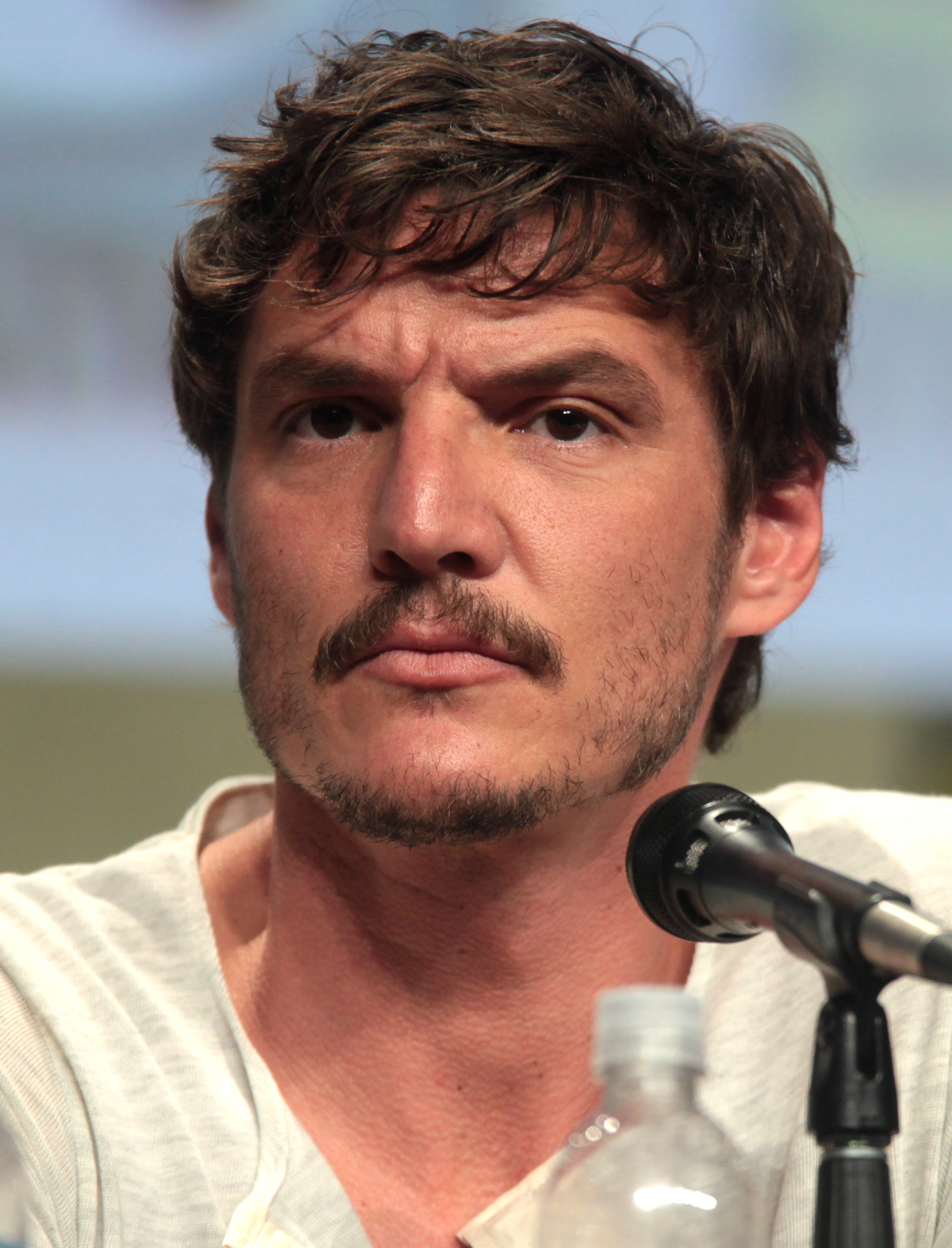
Педро Паскаль исполняет роль Оберина Мартелла в телесериале.

Роль Оберина Мартелла исполняет чилийско-американский актёр Педро Паскаль в четвёртом сезоне телевизионной адаптации от HBO.
Оберин прибывает в Королевскую Гавань со своей возлюбленной Элларией Сэнд, чтобы присутствовать на свадьбе Джоффри вместо своего брата, и его встреча с Тирионом даёт понять, что он на самом деле пришёл, чтобы отомстить Ланнистерам за их роль в смерти его сестры, племянника и племянницы. На свадьбе Джоффри умирает после отравления, и Тайвин сначала подозревает Оберина в причастности к убийству, поскольку Оберин в прошлом имел дело с химией ядов, в то время как Оберин отрицает свою причастность и обвиняет Тайвина в том, что он приказал Грегору Клигану изнасиловать и убить Элию. Двое достигают соглашения, когда Тайвин обещает Оберину встречу с Клиганом в обмен на то, что Оберин будет одним из трёх судей на суде над Тирионом. На суде Оберин намекает, что он не убеждён в виновности Тириона, и открыто ставит под сомнение показания Серсеи и спрашивает Шаю, почему Тирион рассказал бы ей обо всех своих планах убить Джоффри, если бы он был преступником.
Когда Тирион требует испытания поединком, а Грегор Клиган выбран чемпионом Серсеи, Оберин добровольно вступает в бой за Тириона, заявляя, что он будет мстить, начиная с сира Грегора. Мартелл доблестно сражается с Клиганом, его превосходящая скорость компенсирует размеры Клигана, и ему удаётся ранить его в плечо и ногу, уложив на пол. Отказываясь немедленно убить его, Оберин яростно требует, чтобы Клиган признался в изнасиловании и убийстве Элии и её детей, и что приказ исходил от самого Тайвина. Отвлекшись на мгновение, Оберин сбит с ног Клиганом, который – по собственному признанию, перефразировав убийство Элии — выбивает ему зубы, садится на него верхом и медленно выдавливает ему глаза, признаваясь в изнасиловании и убийстве Элии, прежде чем раздавить его череп. Впоследствии Тириона приговаривают к смертной казни, но цель мести Оберина не была напрасной, поскольку выяснилось, что его копьё было пропитано смертельным ядом мантикоры, который позже начинает убивать Клигана. Квиберну поручено оживить умирающего рыцаря, и он это делает, хотя Клиган теперь превратился в немого зомби своего прежнего «я». Годы спустя, в битве со своим братом Сандором Клиганом, Грегор Клиган пытается использовать тот же приём, который он использовал, чтобы убить Оберина против своего брата, однако Пёс наносит ему удар в голову, прежде чем он успевает закончить, и жертвует собой, чтобы вытолкнуть Гору со стороны разрушающегося здания, и они оба падают насмерть в пламя дракона.

### Реакция
Педро Паскаль получил положительные отзывы за свою роль Мартелла в телевизионном шоу. За свою игру Паскаль был номинирован на премию NewNowNext за лучшую новую телевизионную роль и, как часть актёрского состава сериала, на премию Гильдии киноактёров США за лучший актёрский состав в драматическом сериале.